# Сан Паоло (Авелино)
Сан Паоло је насеље у Италији у округу Авелино, региону Кампанија.
Према процени из 2011. у насељу је живело 154 становника. Насеље се налази на надморској висини од 439 м.